# David Conlon
David Conlon (1982) é um matemático irlandês, atualmente professor do Instituto de Tecnologia da Califórnia (Caltech). Representou a Irlanda na Olimpíada Internacional de Matemática em 1998 e 1999.
Estudou no Trinity College Dublin, onde graduou-se em 2003. Obteve um Ph.D. na Universidade de Cambridge em 2009, orientado por William Timothy Gowers, com a tese Upper Bounds for Ramsey Numbers. Em 2019 foi para o Caltech, tendo sido fellow do Wadham College, Oxford, e professor de matemática discreta no Instituto de Matemática da Universidade de Oxford.
Recebeu o Prêmio Europeu de Combinatória de 2011. Recebeu o Prêmio Whitehead de 2019 "em reconhecimento de suas diversas contribuições à combinatória".
Foi palestrante convidado do Congresso Internacional de Matemáticos em Seul (2014: Combinatorial theorems relative to a random set).